# Želivské teze
Želivské teze jsou dokument, který obsahuje ideovou deklaraci spolupráce mezi členskými církvemi Ekumenické rady církví v ČR. Vznikly zejména pod vlivem myšlenek teologa Pavla Filipiho.
V listopadu 2011 se jimi zaobíralo Valné shromáždění Ekumenické rady církví.